# Elly Krocké

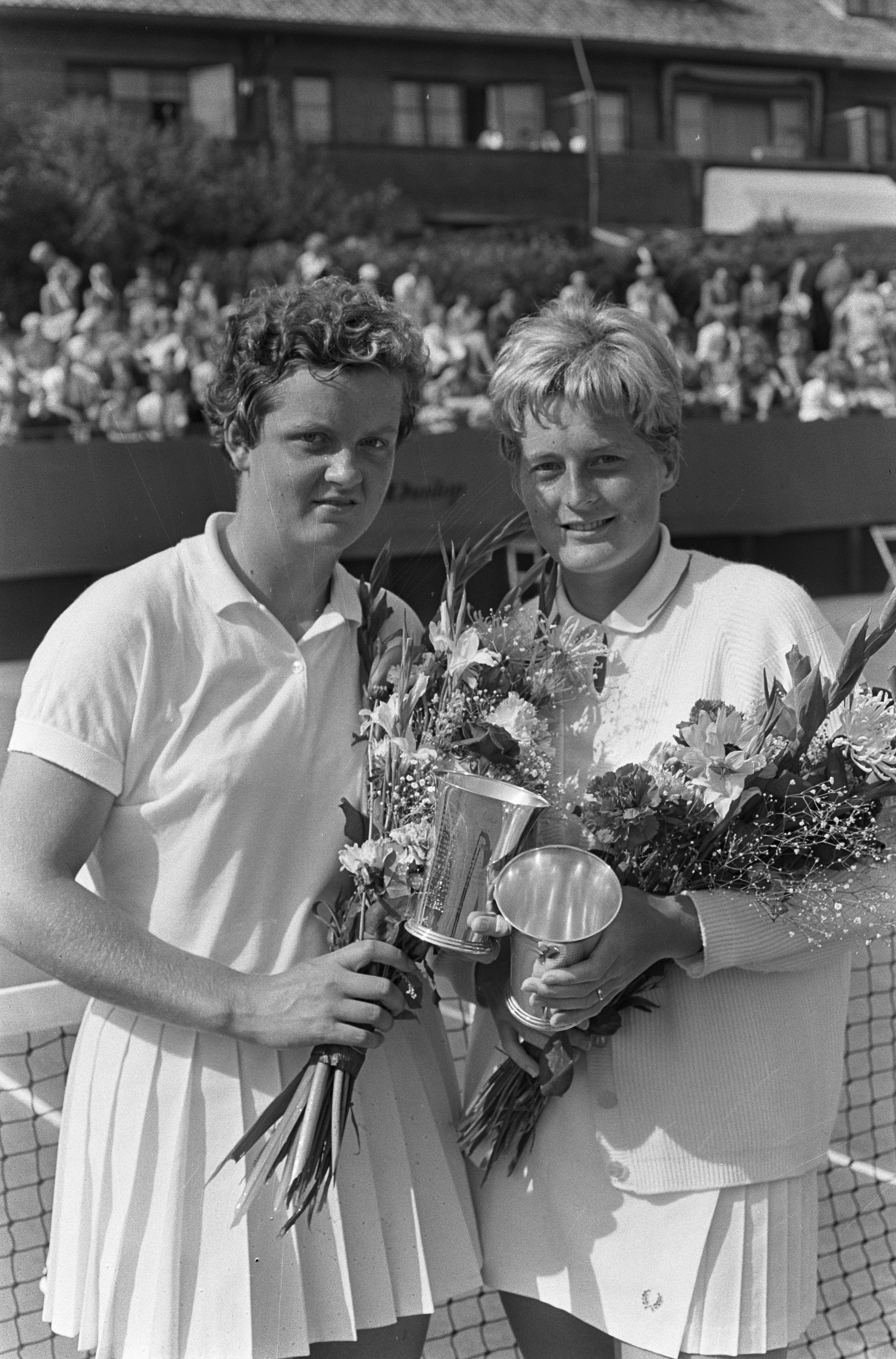
1966 Kampioenschap Tennis op Metsbanen, damesdubbelspel Betty Stöve en Elly Krocké

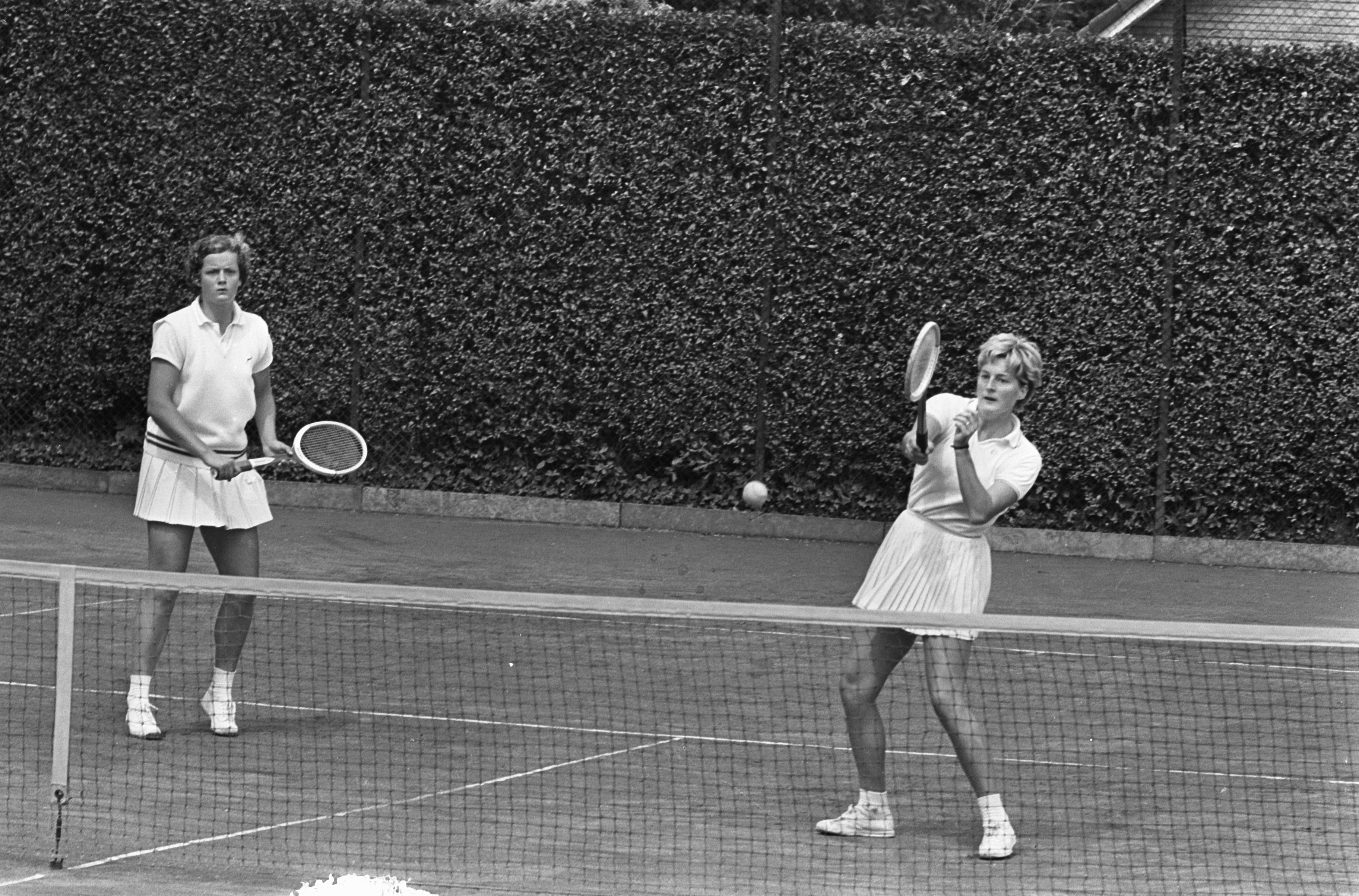
Tennis in Hilversum, het Nederlandse damesdubbelspelteam Betty Stöve (links) en Elly Krocké

Johanna Elisa (Elly, later Ellie) Krocké (Rotterdam, 15 maart 1944) is een Nederlands voormalig tennisspeelster die in de jaren zestig actief was op nationaal en internationaal niveau. Later verwierf zij ook faam in het internationale veteranentennis.

## Loopbaan

### Jeugd en beginjaren
Krocké groeide op in Tuindorp Vreewijk in Rotterdam-Zuid. Op vijftienjarige leeftijd werd zij ontdekt terwijl ze aan het voetballen was met haar broers. Haar talent en doorzettingsvermogen brachten haar al snel naar de top van het Nederlandse tennis. Ze begon haar tenniscarrière bij tennisvereniging “de Racketeers”, gevestigd op tennispark “De Enk” in Rotterdam-Zuid.

### Professionele carrière
In 1966 werd Krocké samen met Betty Stöve Nederlands kampioen in het damesdubbelspel. Het vrouwendubbelspel van het Dutch Open in Hilversum won zij in 1966 met de Zuid-Afrikaanse Annette van Zyl. Ze nam deel aan diverse internationale toernooien en behaalde daar goede resultaten. Samen met Trudy Groenman, Betty Stöve en Anja Lepoutre vormden ze de Vier Vrouwelijke Tennismusketiers en reisden in 1964 met de Maasdam, Holland-Amerika Lijn, naar Florida voor een tennistournee van vier maanden. Dit kwartet kreeg in het gehele land, maar ook daarbuiten, befaamdheid. Een van de hoogtepunten in haar carrière was haar deelname aan Wimbledon in 1965, waar zij samen met Betty Stöve de kwartfinale van het damesdubbelspel bereikte. Ze verloren van het duo Maria Bueno en Billie Jean Moffitt (later Billie Jean King), dat uiteindelijk het toernooi won. In 1965 bereikte zij op Wimbledon de derde ronde van het enkelspel en in 1966 de tweede ronde.

### Veteranencarrière
Vanaf haar vijftigste werd Krocké actief op het internationale veteranencircuit. Zij werd vijf keer wereldkampioen in het enkelspel in verschillende categorieën.
In 2000 werd ze voor de eerste keer wereldkampioen in de categorie dames 55+ van het enkelspeltoernooi, waarmee zij haar status als topspeelster op de ITF Masters Tour bevestigde. Zij versloeg in de halve finale de bekende Duitse speelster Heide Orth. Krocké won de finale van de Amerikaanse Suella Steel. In het damesdubbelspel met haar partner Jacqueline Boothman behaalde ze brons op het 65+-kampioenschap van 2009 in Australië. In 2009 en 2010 werd Krocké opnieuw wereldkampioen enkelspel, ditmaal in de leeftijdcategorie 65+. In 2014 en 2017 werd ze wereldkampioen in de categorie 70+.

### Tenniscoach
Naast haar eigen sportieve prestaties bleef Krocké actief als coach. Ze gaf les bij diverse tennisverenigingen in Rotterdam en later ook in Londen, onder andere bij The Globe in Hampstead en Chandos Tennis Club.

### Onderscheidingen
In 2018 werd Ellie Krocké voor de derde keer op rij uitgeroepen tot European Senior Player of the Year in de categorie 70+. Ze won dat jaar onder andere het British Open en een toernooi in het Italiaanse Cervia. Tijdens de 38e editie van de Super-Seniors World Individual Championships in Umag bereikte ze de finale, waarin ze verloor van de Française Gail Benedetti. In totaal werd Krocké vijf keer uitgeroepen tot European Senior Player of the Year, namelijk in 2000 (55+) en 2014, 2016, 2017, 2018 (70+).

## Persoonlijk leven
Krocké trouwde met Staffan Blomberg en speelde enige tijd onder de naam Elly Blomberg. Na haar huwelijk stopte ze tijdelijk met professioneel tennis en kreeg twee dochters. Ze bleef echter actief als tennistrainer en speelde Eredivisiecompetitie bij onder andere De Manege in Apeldoorn en BLTV in Breda. Na haar verhuizing naar Londen veranderde zij haar roepnaam in Ellie. In 2014 trouwde Krocké in Engeland met Jacqueline (Jacky) Boothman, haar dubbelspelpartner sinds 2007.

## Resultaten

### Toernooizeges op de ITF Masters Tour
Ellie Krocké heeft meerdere titels behaald op de ITF World Tennis Masters Tour, zowel in het enkel- als dubbelspel. Hieronder een selectie van haar belangrijkste overwinningen:
| Jaar | Categorie | Onderdeel | Locatie                                  | Resultaat |
| ---- | --------- | --------- | ---------------------------------------- | --------- |
| 2000 | 55+       | Enkelspel | Wereldkampioenschappen, Zuid-Afrika      | Winnaar   |
| 2009 | 65+       | Enkelspel | Wereldkampioenschappen, Australië        | Winnaar   |
| 2010 | 65+       | Enkelspel | Wereldkampioenschappen, Turkije          | Winnaar   |
| 2014 | 70+       | Enkelspel | Wereldkampioenschappen, Turkije          | Winnaar   |
| 2017 | 70+       | Enkelspel | Wereldkampioenschappen, Verenigde Staten | Winnaar   |

Bron: ITF Tennis – Ellie Krocke Profiel

### Resultaten grandslamtoernooien
| Legenda | Legenda                          |
| ------- | -------------------------------- |
| g.t.    | geen toernooi gehouden           |
| l.c.    | lagere categorie                 |
| –       | niet deelgenomen                 |
| G       | uitgeschakeld in de groepsfase   |
| 1R      | uitgeschakeld in de eerste ronde |
| 2R      | uitgeschakeld in de tweede ronde |
| 3R      | uitgeschakeld in de derde ronde  |
| 4R      | uitgeschakeld in de vierde ronde |
| KF      | uitgeschakeld in de kwartfinale  |
| HF      | uitgeschakeld in de halve finale |
| F       | de finale verloren               |
| W       | het toernooi gewonnen            |
| w-v     | winst/verlies-balans             |

#### Enkelspel
| toernooi        | 1965 | 1966 |
| --------------- | ---- | ---- |
| Australian Open | –    | –    |
| Roland Garros   | 2R   | –    |
| Wimbledon       | 3R   | 2R   |
| US Open         | –    | –    |

#### Vrouwendubbelspel
| toernooi        | 1965 | 1966 |
| --------------- | ---- | ---- |
| Australian Open | –    | –    |
| Roland Garros   | 3R   | –    |
| Wimbledon       | KF   | 3R   |
| US Open         | –    | –    |

#### Gemengd dubbelspel
| toernooi        | 1966 |
| --------------- | ---- |
| Australian Open | –    |
| Roland Garros   | –    |
| Wimbledon       | 4R   |
| US Open         | –    |